# Ralph Stöckli
Ralph Stöckli (Uzwil, 23 de julio de 1976) es un deportista suizo que compitió en curling.
Participó en dos Juegos Olímpicos de Invierno, obteniendo una medalla de bronce en Vancouver 2010 y el quinto lugar en Turín 2006.
Ganó una medalla de plata en el Campeonato Mundial de Curling Masculino de 2003 y dos medallas en el Campeonato Europeo de Curling, en los años 2006 y 2009.

## Palmarés internacional
| Juegos Olímpicos   | Juegos Olímpicos       | Juegos Olímpicos  | Juegos Olímpicos |
| Año                | Lugar                  | Medalla           | Prueba           |
| ------------------ | ---------------------- | ----------------- | ---------------- |
| 2010               | Vancouver (Canadá)     | Medalla de bronce | Equipo           |
| Campeonato Mundial |                        |                   |                  |
| Año                | Lugar                  | Medalla           | Prueba           |
| 2003               | Winnipeg (Canadá)      | Medalla de plata  | Equipo           |
| Campeonato Europeo |                        |                   |                  |
| Año                | Lugar                  | Medalla           | Prueba           |
| 2006               | Basilea (Suiza)        | Medalla de oro    | Equipo           |
| 2009               | Aberdeen (Reino Unido) | Medalla de plata  | Equipo           |